# Jiang Wen
Jiang Wen, chiń. 姜文 (ur. 5 stycznia 1963 w Tangshan) – chiński aktor, reżyser, scenarzysta i producent filmowy. Utożsamiany z szóstym pokoleniem chińskich twórców filmowych.
Znany jako aktor z roli obok Gong Li w debiutanckim filmie Zhanga Yimou Czerwone sorgo (1987). Wystąpił także w Łotr 1. Gwiezdne wojny – historie (2016). Jako reżyser największy sukces osiągnął dzięki filmowi Diabły za progiem (2000), który przyniósł mu Grand Prix na 53. MFF w Cannes.
Członek jury konkursu głównego na 56. MFF w Cannes (2003) oraz na 70. MFF w Wenecji (2013).